# Старый Бор (Ленинградская область)
Старый Бор (фин. Vanha Poru) — деревня в Гостилицком сельском поселении Ломоносовского района Ленинградской области.

## История
Впервые упоминается в Писцовой книге Водской пятины 1500 года как деревня Борок в Ильинском Заможском погосте Копорского уезда.
Затем как пустошь Borok Ödhe в Заможском погосте в шведских «Писцовых книгах Ижорской земли» 1618—1623 годов.
На карте Ингерманландии А. И. Бергенгейма, составленной по шведским материалам 1676 года, обозначена мыза Boon Hoff.
На шведской «Генеральной карте провинции Ингерманландии» 1704 года — мыза Boor hof и деревня Boor by.
Деревня Бяряк упомянута на «Географическом чертеже Ижорской земли» Адриана Шонбека 1705 года.
Как деревня Бор она обозначена на карте Ингерманландии А. Ростовцева 1727 года.
На карте Санкт-Петербургской губернии Ф. Ф. Шуберта 1834 года обозначена деревня Старый Бор, состоящая из 27 крестьянских дворов, при мызе Боровская Захарова.

БАРОВСКАЯ СТАРАЯ — мыза и деревня принадлежат девицам Сахаровым, число жителей по ревизии: 57 м. п., 60 ж. п. (1838 год)

В пояснительном тексте к этнографической карте Санкт-Петербургской губернии П. И. Кёппена 1849 года она записана как деревня Alt Boru (Старая Боровская, Старый Бор) и указано количество её жителей на 1848 год: савакотов — 4 м. п., 4 ж. п., всего 8 человек, русских — 90 человек.
Под названием Старый Бор она отмечена на карте профессора С. С. Куторги 1852 года.

БОРОВСКАЯ СТАРАЯ — деревня генерал-майора Лихонина, по просёлочной дороге, число дворов — 18, число душ — 43 м. п. (1856 год)

Согласно 10-й ревизии 1856 года мыза Боровская и деревня Старый Бор принадлежали помещику Оресту Селоновичу Лихонину.
Согласно «Топографической карте частей Санкт-Петербургской и Выборгской губерний» в 1860 году деревня называлась Старый Бор и состояла из 20 крестьянских дворов. Деревня находилась при мызе Боровской. В деревне была рига.

БОР СТАРЫЙ — деревня владельческая при колодцах, число дворов — 18, число жителей: 50 м. п., 57 ж. п. (1862 год)

В 1869 году временнообязанные крестьяне деревни выкупили свои земельные наделы у О. С. Лихонина и стали собственниками земли.

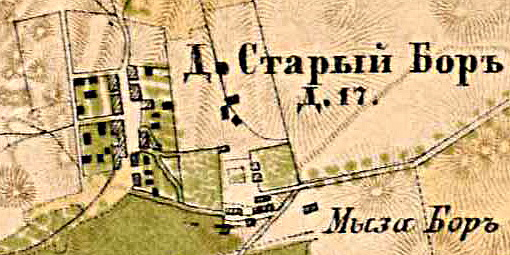
План деревни Старый Бор. 1885 год

В 1885 году деревня Старый Бор при мызе Бор насчитывала 17 дворов.
Согласно материалам по статистике народного хозяйства Петергофского уезда 1887 года мызы Старый Бор и Новый Бор общей площадью 3130 десятин принадлежали губернскому секретарю О. А. Янцову, они были приобретены в 1873 году за 40 000 рублей, имелся винокуренный завод.
В конце XIX века деревня административно относилась к Медушской волости 2-го стана Петергофского уезда Санкт-Петербургской губернии, в начале XX века — 3-го стана. По приходским данным население деревни было смешанным — финско-русским.
По данным «Памятной книжки Санкт-Петербургской губернии» за 1905 год мыза Старый Бор площадью 3044 десятины принадлежала губернскому секретарю Освальду Андреевичу Янцону.
К 1913 году количество дворов в деревне увеличилось до 20.
Согласно данным переписи населения СССР 1926 года в деревне Старый Бор Модолицкого сельсовета Медушской волости Троцкого уезда проживали 116 человек — большинство русские, а также финны.
По данным 1933 года деревня называлась Бор Старый и входила в состав Дятлицкого сельсовета Ораниенбаумского района.

Деревня Старый Бор на карте 1940 года

Согласно топографической карте РККА 1940 года деревня Старый Бор насчитывала 25 дворов.
По данным 1966, 1973 и 1990 годов деревня Старый Бор входила в состав Гостилицкого сельсовета.
В 1997 году в деревне Старый Бор Гостилицкой волости проживали 18 человек, в 2002 году — 11 человек (русские — 91 %), в 2007 году — 17.

## География
Деревня расположена в южной части района на автодороге 41К-015 (Анташи — Красное Село), к югу от административного центра поселения, деревни Гостилицы.
Расстояние до административного центра поселения — 11 км.
Расстояние до ближайшей железнодорожной станции Ораниенбаум I — 38 км.

## Демография
| 1862 | 2002 | 2007 | 2010 | 2017 |
| ---- | ---- | ---- | ---- | ---- |
| 107  | ↘11  | ↗17  | ↗28  | ↘19  |